# Bezirk Komarno
Bezirk Komarno – dawny powiat (Bezirk) kraju koronnego Królestwo Galicji i Lodomerii, funkcjonujący w latach 1854–1867. Siedzibą starostwa było miasteczko Komarno.

## Historia
Bezirk Komarno utworzono w ramach reformy uwłaszczeniowej z okresu Wiosny Ludów (1848–1849), która likwidowała jurysdykcję właściciela ziemskiego nad poddanymi. W Galicji, dominium – jako podstawowa jednostka administracyjna i filar systemu feudalnego straciło rację bytu. Konieczne stało się zatem wprowadzenie nowego systemu administracyjnego, którego zręby powstały w latach 1851–1855. Nowy trójstopniowy podział administracyjny objął 21 cyrkułów (niem. Kreise), 179 małych powiatów (niem. Bezirke) i ponad 6000 gmin (niem. Gemeinde).
Bezirk Komarno objął obszar o wielkości 5,9 mil², zamieszkany przez 27.923 ludzi i podzielony na 38 gmin katastralnych, w tym jedno miasteczko (Komarno). Wszedł w skład cyrkułu samborskiego, jako jeden z jego jedenastu powiatów.
Po nadaniu Galicji autonomii oraz powołaniu samorządu gminnego i powiatowego w 1865 zlikwidowano cyrkuły (Kreise). Dotychczasowe małe powiaty (Bezirke) w liczbie 179, utrzymały się do 1867 roku, kiedy to w następstwie kolejnej reformy administracyjnej (23 stycznia 1867) zostały zastąpione przez 74 większych powiatów. Obszar zniesionego Bezirk Komarno wszedł wtedy w całości w skład nowego powiatu rudeckiego. 1 czerwca 1883 i 1 października 1902 część tego obszaru włączono do powiatu lwowskiego.

## Podział administracyjny (1854)
| Lp. | Gmina jednostkowa                         | Powierzchnia | Ludność | Powiat w 1867 po zniesieniu |
| --- | ----------------------------------------- | ------------ | ------- | --------------------------- |
| 1   | Komarno (m) z Lipowcami Górnymi i Dolnymi | 1365         | 4664    | rudecki                     |
| 2   | Chłopy                                    | 3970         | 2156    | rudecki                     |
| 3   | Litewka z Horbulą                         | 590          | 218     | rudecki                     |
| 4   | Jakimczyce                                | 485          | 248     | rudecki                     |
| 5   | Klicko                                    | 1235         | 248     | rudecki                     |
| 6   | Podzwierzyniec                            | 1945         | 869     | rudecki                     |
| 7   | Brzeziec                                  | 1920         | 468     | rudecki                     |
| 8   | Nowa Wieś ze Świniuszą                    | 2350         | 785     | rudecki                     |
| 9   | Buczały z Hermaniami                      | 1170         | 516     | rudecki                     |
| 10  | Porzecze Gruntowe z Zadwórnym             | 2600         | 536     | rudecki                     |
| 11  | Burcze                                    | 1100         | 492     | rudecki                     |
| 12  | Czułowice                                 | 2630         | 436     | rudecki                     |
| 13  | Katarynice                                | 1200         | 252     | rudecki                     |
| 14  | Andryanów                                 | 780          | 462     | rudecki                     |
| 15  | Łowczyce                                  | 275          | 462     | rudecki                     |
| 16  | Rumno z Rybakówką                         | 3270         | 1877    | rudecki                     |
| 17  | Tatarynów z Koszarkami                    | 3270         | 1187    | rudecki                     |
| 18  | Powerchów                                 | 1870         | 369     | rudecki                     |
| 19  | Kołodruby                                 | 1510         | 942     | rudecki                     |
| 20  | Horożanna Wielka                          | 3450         | 1220    | rudecki                     |
| 21  | Horożanna Mała                            | 800          | 378     | rudecki                     |
| 22  | Saska (Dominikalna)                       | 300          | 275     | rudecki                     |
| 23  | Ryczychów                                 | 960          | 406     | rudecki                     |
| 24  | Podwysokie                                | 2620         | 259     | rudecki                     |
| 25  | Nowosiółki                                | 365          | 225     | rudecki                     |
| 26  | Honiatycze                                | 1100         | 347     | rudecki                     |
| 27  | Czerkasy                                  | 650          | 248     | rudecki                     |
| 28  | Kahujów                                   | 755          | 320     | rudecki                     |
| 29  | Werbiż z Sajkowem                         | 1700         | 955     | rudecki                     |
| 30  | Horbacze                                  | 1000         | 515     | rudecki                     |
| 31  | Tuligłowy                                 | 2260         | 1608    | rudecki                     |
| 32  | Koniuszki Tuligłowskie z Krukowcem        | 1600         | 439     | rudecki                     |
| 33  | Susułów                                   | 1335         | 687     | rudecki                     |
| 34  | Małpa z Jasionowem                        | 620          | 463     | rudecki                     |
| 35  | Koniuszki Królewskie                      | 850          | 624     | rudecki                     |
| 36  | Pohorce z Ostrowem                        | 3110         | 1058    | rudecki                     |
| 37  | Podolce                                   | 505          | 287     | rudecki                     |
| 38  | Hołodówka z Zubrzycami                    | 1000         | 422     | rudecki                     |

Objaśnienie:
(M) = miasto; (m) = miasteczko